# شعر عاشقانه
شعر عاشقانه (انگلیسی: Love Poem) پنجمین آلبوم چندآهنگه به زبان کره‌ای (و در مجموع هفتمین آلبوم چندآهنگه) از خواننده و ترانه‌پرداز اهل کره جنوبی، آی‌یو است. این آلبوم در ۱۸ نوامبر ۲۰۱۹ از طریق کاکائو ام منتشر شد. این آلبوم شامل تک‌آهنگ آغازین و هم‌نام خود، یعنی «شعر عاشقانه» است و همچنین قطعه‌های «فراتر از زمان» و «بلومینگ» را نیز در بر می‌گیرد که هر دو موزیک ویدئو نیز دارند. این آلبوم در زمان انتشار خود در صدر جدول آلبوم‌های گائون قرار گرفت و در نوامبر ۲۰۱۹ بیش از ۱۶۸٬۰۰۰ کپی در کره جنوبی فروخت. همچنین از سوی انجمن محتوای موسیقی کره برای فروش بیش از ۲۵۰٬۰۰۰ نسخه، گواهی پلاتین دریافت کرد.

## پیش‌زمینه و انتشار
پس از انتشار آلبوم چندآهنگهٔ یک چوق الف گل ۲ در سپتامبر ۲۰۱۷، آی‌یو تمرکز خود را بر بازیگری گذاشت. در اکتبر ۲۰۱۸، او تک‌آهنگ «بی‌بی» را به مناسبت دهمین سالگرد فعالیت هنری خود منتشر کرد. در ۳ مارس ۲۰۱۹، آی‌یو اعلام کرد که در حال کار بر روی آلبوم جدیدی است که به زودی منتشر خواهد شد. انتشار آلبوم شعر عاشقانه در ۱۱ اکتبر اعلام شد. این آلبوم در ابتدا قرار بود در ۱ نوامبر ۲۰۱۹ منتشر شود، اما آی‌یو در ۲۱ اکتبر، پس از خودکشی سولی، خوانندهٔ اهل کره جنوبی و دوست نزدیکش، تصمیم به تعویق انتشار گرفت. با این حال، تک‌آهنگ آغازین آلبوم یعنی «شعر عاشقانه» در همان تاریخ ۱ نوامبر منتشر شد.
این آلبوم همچنین شامل قطعه‌های «بلومینگ» و «فراتر از زمان» است. «فراتر از زمان» دنباله‌ای بر ترانهٔ موفق سال ۲۰۱۱ آی‌یو با عنوان «من و تو» به‌شمار می‌رود. موزیک ویدئوی «فراتر از زمان» نیز نقش نوعی دیدار دوباره میان آی‌یو و بازیگر لی هیون وو را داشت؛ کسی که پیش‌تر در موزیک ویدئوی «من و تو» نیز در کنار آی‌یو ایفای نقش کرده بود.
شعر عاشقانه در ۱۸ نوامبر ۲۰۱۹ به صورت دیجیتالی در کشورهای مختلف توسط کاکائو ام منتشر شد. نسخهٔ فیزیکی آلبوم نیز دو روز بعد در قالب یک فوتوبوک به همراه یک سی‌دی منتشر گردید.